# Georgina Amorós
Georgina Amorós Sagrera (Barcellona, 30 aprile 1998) è un'attrice e doppiatrice spagnola, nota per il suo ruolo di Cayetana Grajera nella serie televisiva spagnola Élite distribuita da Netflix.

## Biografia
Ha compiuto studi cinematografici e parla catalano, spagnolo, inglese e francese. Lavora anche come doppiatrice.
Si considera una femminista e ha promosso campagne contro la discriminazione LGBT.
Quando aveva 17 anni si è trasferita a Los Angeles per studiare recitazione. Dal 2017 ha lavorato a diverse serie Netflix. Di esse, ha detto di essere orgogliosa soprattutto di Benvenuti in famiglia, la sua unica serie in lingua catalana, per quanto ha imparato. Ha anche recitato nella serie poliziesca Vis a vis - Il prezzo del riscatto nella sua ultima stagione, interpretando Fatima Amir, la figlia del personaggio di Najwa Nimri.
Nel 2019 entra a far parte del cast di Elite, interpretando Cayetana, la figlia della donna delle pulizie che ha vinto una borsa di studio. Nel 2019, ha ricevuto minacce di morte su Twitter a causa del suo personaggio su Elite. Sempre nel 2019, recita, in inglese, nel film Rifkin's Festival di Woody Allen, uscito l'anno successivo.

## Filmografia

### Cinema
- Tini - La nuova vita di Violetta (Tini: El gran cambio de Violetta), regia di Juan Pablo Buscarini (2016)
- Es por tu bien, regia di Carlos Therón (2017)
- Rifkin's Festival, regia di Woody Allen (2020)[3]
- Nome in codice: Imperatore, regia di Jorge Coira (2022)
- L’ultima notte di Sandra M., regia di Borja De La Vega (2023)
- Puntos suspensivos, regia di David Marqués (2024)
- Toutes pour une, regia di Houda Benyamina (2025)

### Televisione
- Velvet – serie TV, episodi 1x01, 1x05, 2x08, 3x11 (2013-2015)
- Il sospetto (Bajo Sospecha) – serie TV, 8 episodi (2014-2015)
- Seis hermanas – serie TV, 7 episodi (2016)
- Benvenuti in famiglia (Benvinguts a la família) – serie TV, 26 episodi (2018-2019)
- Vis a vis - Il prezzo del riscatto (Vis a vis) – serie TV, 5 episodi (2018-2019)
- Élite – serie TV, 31 episodi (2019-2022)
- Élite- Storie brevi (Élite- Historias breves) - miniserie televisiva, 7 episodi (2021)
- Tutte le volte che ci siamo innamorati (Todas las veces que nos enamoramos) - serie TV, 8 episodi (2023)
- Segunda muerte - serie TV, 6 episodi (2024)

### Cortometraggi
- Andri, regia di Estibaliz Urresola Solaguren (2013)

### Video musicali
- Oye Pablo di Danna Paola (2019)

## Teatrografia
- La Gaviota di Anton Čechov (2021)
- Juana de Arco di Sergio Martínez (2024)

## Doppiatrici italiane
Nelle versioni in italiano dei suoi lavori, Georgina Amoros è stata doppiata da:
- Giulia Franceschetti in Tini - La nuova vita di Violetta, Il sospetto
- Veronica Puccio in Élite, Élite - Storie Brevi
- Emanuela Ionica in Benvenuti in famiglia
- Martina Tamburello in Vis a vis - Il prezzo del riscatto
- Lavinia Paladino in Tutte le volte che ci siamo innamorati